# Мавзолей на Низами
Мавзолеят на Низами (на азербайджански: Nizami məqbərəsi; на английски: Nezami Mausoleum) e паметник, построен в чест на Низами Ганджеви на входа на град Ганджа, Азербайджан.

Представлява висока около 20 метра цилиндрична сграда, заобиколена от градини. На страна на паметника има голямо желязно табло с имена на войници и стихотворения. Паметникът е висок 20 метра.

Построен е през 1947 г. на мястото на стар мавзолей. Паметникът е възстановен в сегашния си вид през 1991 г.